# ويندوز إن تي
ويندوز إن تي (بالإنجليزية: Windows New Technology)‏ هو عبارة عن نظام تشغيل 32-بت من شركة مايكروسوفت مصمم للعمل في بيئة الشبكات الكبيرة كخادم أو كعميل ويحتوي على نظام مدمج ومتعدد المهام للتعامل مع الشبكات، ظهر الإصدار الأول منه في عام 1993 وهو ويندوز إن تي 3.1 والذي كان بنفس واجهة نظام ويندوز 3.1، وفي عام 1996 حُوِّل الإصدار الرابع منه إلى نظام ويندوز 95.
إصدارات نظام التشغيل ويندوز والتي صدرت بعد عام 2000 هي فعليًا ويندوز إن تي وإن كانت لا تستخدم هذا الاسم بشكل رسمي.

## وصلات خارجية
- الموقع الرسمي